# Shinonome (Schiff, 1928)
Die Shinonome (japanisch 東雲) war ein Zerstörer der Fubuki-Klasse der Kaiserlich Japanischen Marine, der im Zweiten Weltkrieg zum Einsatz kam.

## Geschichte
Der Bauauftrag für die Dai-40-Gō Kuchikukan (Zerstörer Nr. 40), die spätere Shinonome, wurde an die Marinewerft in Sasebo vergeben. Diese legte das Schiff am 12. August 1926 auf Kiel und der Stapellauf erfolgte am 25. November 1927. Die Indienststellung erfolgte neun Monate später am 25. Juli 1928.
Unter Tai-i Sasagawa Hiroshi wurde die Shinonome der 12. Zerstörerdivision, die unter dem Oberbefehl von Ogawa Nobuki stand, zugewiesen. Kurz vor Beginn des Pazifikkriegs verlegte der Zerstörer von Kure nach Hainan, um sich der Geleitflotte für die ersten Truppentransporte zur malaiischen Halbinsel anzuschließen. So lag sie vor der Küste bei Kota Bahru, als im Morgengrauen des 8. Dezember 1941 die japanischen Soldaten dort an Land gingen. Anschließend setzte sie Kurs auf die Cam Ranh Bay in Indochina.
Zur Deckung der Invasionseinheiten lag die Shinonome ab dem 16. Dezember vor der Küste Britisch-Borneos. Am nächsten Tag gelang es dem niederländischen Flugboot X-32, Typ Dornier Do 24, das von Tarakan gestartet war, den Zerstörer vor Miri zu versenken. Dazu warf das Flugboot aus einer dichten Wolkendecke fünf 200-kg-Bomben ab, von denen zwei die Shinonome auf dem Achterdeck trafen und eine direkt neben dem Schiff explodierte. Sie brachten das darunterliegende Magazin um 6.50 Uhr Tokio-Zeit zur Explosion. Der Zerstörer sank sofort. Dabei kamen alle 228 Besatzungsmitglieder ums Leben.
Da das nächste japanische Schiff in einer Entfernung von einigen Kilometern lag und die Sicht kurz nach Sonnenaufgang noch relativ verhangen war, blieb die Versenkung der Shinonome zunächst unentdeckt. In späteren japanischen Berichten wurde daher auch davon ausgegangen, dass der Zerstörer auf eine Mine gelaufen war. Erst Ende der 1990er Jahre konnte die wahre Ursache aufgeklärt werden.